# 2. Floorball-Bundesliga 2018/19
Dieser Artikel behandelt die Saison 2018/19 der 2. Floorball-Bundesliga.

## Teilnehmende Mannschaften

### Teilnehmer Staffel Süd-Ost
- TV Schriesheim (Absteiger)
- USV Halle Saalebiber (Staffelsieger)
- FC Rennsteig Avalanche
- SC DHfK Leipzig
- Unihockey Igels Dresden
- Donau-Floorball Ingolstadt/Nordheim
- UHC Döbeln 06
- SCS Berlin (Aufsteiger)
- FC Stern München (Aufsteiger)

### Teilnehmer Staffel Nord-West
- TV Eiche Horn Bremen (Staffelsieger)
- SSF Dragons Bonn
- Dümptener Füchse
- Baltic Storms 1
- Gettorf Seahawks
- BSV Roxel
- Hannover 96
- TSV Tollwut Ebersgöns (Aufsteiger)

## Tabellen

### Staffel Süd-Ost
| Pl. | Verein                              | Sp. | S  | U | N  | SDS | SDN | Tore    | Diff. | Pkt. |
| --- | ----------------------------------- | --- | -- | - | -- | --- | --- | ------- | ----- | ---- |
| 1.  | TV Schriesheim (A)                  | 16  | 15 | 0 | 0  | 0   | 1   | 238:620 | +176  | 46   |
| 2.  | SC DHfK Leipzig                     | 16  | 11 | 0 | 3  | 1   | 1   | 105:840 | 0+21  | 36   |
| 3.  | USV Halle Saalebiber (M)            | 16  | 10 | 0 | 4  | 1   | 1   | 108:860 | 0+22  | 33   |
| 4.  | Donau-Floorball Ingolstadt/Nordheim | 16  | 9  | 0 | 7  | 0   | 0   | 119:119 | 0±0   | 27   |
| 5.  | Unihockey Igels Dresden             | 16  | 5  | 0 | 9  | 2   | 0   | 111:122 | 0–11  | 19   |
| 6.  | FC Rennsteig Avalanche              | 16  | 6  | 0 | 9  | 0   | 1   | 131:192 | 0–61  | 19   |
| 7.  | SCS Berlin (N) 1                    | 16  | 5  | 0 | 9  | 0   | 2   | 082:104 | 0–22  | 17   |
| 8.  | FC Stern München (N)                | 16  | 3  | 0 | 10 | 3   | 0   | 082:126 | 0–44  | 15   |
| 9.  | UHC Döbeln 06                       | 16  | 1  | 0 | 14 | 0   | 1   | 083:164 | 0–81  | 04   |

| Legende                             |
| ----------------------------------- |
| Teilnahme an den Play-offs          |
| Teilnahme an der Abstiegsrelegation |
| Abstieg in die Regionalliga         |
| (A) Absteiger                       |
| (M) Staffelsieger                   |
| (N) Aufsteiger                      |

### Staffel Nord-West
| Pl. | Verein                   | Sp. | S  | U | N  | SDS | SDN | Tore    | Diff. | Pkt. |
| --- | ------------------------ | --- | -- | - | -- | --- | --- | ------- | ----- | ---- |
| 1.  | SSF Dragons Bonn         | 14  | 11 | 0 | 1  | 1   | 1   | 145:660 | +79   | 36   |
| 2.  | TV Eiche Horn Bremen (M) | 14  | 11 | 0 | 3  | 0   | 0   | 90:47   | +43   | 33   |
| 3.  | Tollwut Ebersgöns (N)    | 14  | 9  | 0 | 3  | 1   | 1   | 86:71   | +15   | 30   |
| 4.  | Dümptener Füchse         | 14  | 8  | 0 | 4  | 1   | 1   | 90:72   | +18   | 27   |
| 5.  | Baltic Storms            | 14  | 7  | 0 | 7  | 0   | 0   | 88:92   | 0–4   | 21   |
| 6.  | BSV Roxel                | 14  | 5  | 0 | 9  | 0   | 0   | 77:92   | −15   | 15   |
| 7.  | Gettorf Seahawks 1       | 14  | 1  | 0 | 13 | 0   | 0   | 065:120 | −55   | 03   |
| 8.  | Hannover 96 2            | 14  | 1  | 0 | 13 | 0   | 0   | 047:128 | −81   | 03   |

| Legende                             |
| ----------------------------------- |
| Teilnahme an den Play-offs          |
| Teilnahme an der Abstiegsrelegation |
| Abstieg in die Regionalliga         |
| (A) Absteiger                       |
| (M) Staffelsieger                   |
| (N) Aufsteiger                      |

## Play-offs
Die Sieger der beiden Staffeln treffen in den beiden Halbfinalserien auf die Zweiten der jeweils anderen Staffel. Die Staffelzweiten haben im ersten Halbfinalspiel Heimrecht, die Staffelsieger im zweiten und eventuellen dritten Spiel. Die Sieger der beiden Halbfinalserien qualifizieren sich für die Finalserie.

Der Sieger der Finalserie steigt in die 1.FBL auf. Der Verlierer der Finalserie spielt gegen den Sieger der zweiten Runde der Playdowns der 1.FBL eine Relegationsserie. Der Sieger der Relegationsserie steigt in die 1. FBL auf / verbleibt in der 1.FBL.

Wenn Teams aus unterschiedlichen Staffeln im Finale stehen, hat der Sieger des Halbfinals II Heimrecht in Spiel 2 und im eventuellen Spiel 3, der Sieger des Halbfinals I in Spiel 1. Stehen Teams aus einer Staffel im Finale so hat der Zweitplatzierte Heimrecht in Spiel 1, der Erstplatzierte in Spiel 2 und im eventuellen Spiel 3.

Alle Serien werden nach dem Modus „best-of-three“ durchgeführt.

### Halbfinale
| 16. März 2019 17:00 Uhr |  | SC DHfK Leipzig | 6:10 (3:0, 1:4, 2:6) Spielbericht | SSF Dragons Bonn | Sporthalle am Rabet, Leipzig Zuschauer: 147 |

| 23. März 2019 15:30 Uhr |  | SSF Dragons Bonn | 14:2 (5:1, 4:1, 5:0) Spielbericht | SC DHfK Leipzig | Sportpark Nord, Bonn Zuschauer: 140 |

| 24. März 2019 16:00 Uhr |  | SSF Dragons Bonn | entfällt | SC DHfK Leipzig | Sportpark Nord, Bonn |

| 16. März 2019 18:00 Uhr |  | TV Eiche Horn Bremen | 3:9 (1:5, 0:1, 2:3) Spielbericht | TV Schriesheim | Sportzentrum Eiche Horn, Bremen Zuschauer: 112 |

| 23. März 2019 18:00 Uhr |  | TV Schriesheim | 6:5 (2:2, 3:2, 1:1) Spielbericht | TV Eiche Horn Bremen | Mehrzweckhalle Schriesheim, Schriesheim Zuschauer: 273 |

| 24. März 2019 16:00 Uhr |  | TV Schriesheim | entfällt | TV Eiche Horn Bremen | Mehrzweckhalle Schriesheim, Schriesheim |

### Finale
| 30. März 2019 18:00 Uhr |  | TV Schriesheim | 9:6 (3:4, 4:1, 2:1) Spielbericht | SSF Dragons Bonn | Mehrzweckhalle Schriesheim, Schriesheim Zuschauer: 382 |

| 6. April 2019 18:00 Uhr |  | SSF Dragons Bonn | 5:8 (1:1, 3:1, 1:6) Spielbericht | TV Schriesheim | Sportpark Nord, Bonn Zuschauer: 205 |

| 7. April 2019 16:00 Uhr |  | SSF Dragons Bonn | entfällt | TV Schriesheim | Sportpark Nord, Bonn |

## Aufstiegsrelegation
| 13. April 2019 16:00 Uhr |  | Blau-Weiß 96 Schenefeld | 7:9 (1:5, 3:1, 3:3) Spielbericht | SSF Dragons Bonn | Schulzentrum Achter de Weiden, Schenefeld Zuschauer: 176 |

| 20. April 2019 18:00 Uhr |  | SSF Dragons Bonn | 6:7 (1:2, 2:1, 3:4) Spielbericht | Blau-Weiß 96 Schenefeld | Sportpark Nord, Bonn Zuschauer: 289 |

| 21. April 2019 16:00 Uhr |  | SSF Dragons Bonn | 8:7 n. V. (1:2, 4:4, 2:1, 1:0) Spielbericht | Blau-Weiß 96 Schenefeld | Sportpark Nord, Bonn Zuschauer: 285 |

## Abstiegsrelegation

### Süd/Ost
Für den Aufstieg in die 2.FBL Süd/Ost haben sich sechs Teams beworben:

Region Ost: SC Potsdam (Brandenburg), SSV Rapid Berlin (Berlin), PSV 90 Dessau (Sachsen-Anhalt), USV TU Dresden (Sachsen), TSG Füchse Quedlinburg (Sachsen-Anhalt) 

Region Süd: Sportvg Feuerbach (Baden-Württemberg)

#### Qualifikation
Ost:

Die jeweils bestplatzierten aufstiegswilligen Teams der Regionalligen Ost und Berlin-Brandenburg spielen gegen das zweitbestplatzierte aufstiegswillige Team der anderen Regionalliga.
| 7. April 2019 15:00 Uhr |  | PSV 90 Dessau | 23:1 (12:0, 6:0, 5:1) Spielbericht | SSV Rapid Berlin | Sporthalle Kochstedt, Dessau Zuschauer: 110 |

| 7. April 2019 16:00 Uhr |  | SC Potsdam | 7:6 (1:2, 1:2, 5:2) Spielbericht | TSG Füchse Quedlinburg | Sporthalle der Von-Steuben-Gesamtschule, Potsdam Zuschauer: 50 |

Süd:

Die Sportvg Feuerbach ist der einzige Vertreter der Region Süd.

#### Regionalmeisterschaft Süd/Ost
| Pl. | Verein            | Sp. | S | U | N | SDS | SDN | Tore  | Diff. | Pkt. |
| --- | ----------------- | --- | - | - | - | --- | --- | ----- | ----- | ---- |
| 1.  | PSV 90 Dessau     | 2   | 2 | 0 | 0 | 0   | 0   | 16:60 | +10   | 6    |
| 2.  | Sportvg Feuerbach | 2   | 1 | 0 | 1 | 0   | 0   | 05:10 | −5    | 3    |
| 3.  | SC Potsdam        | 2   | 0 | 0 | 2 | 0   | 0   | 07:12 | −5    | 0    |

| 13. April 2019 19:00 Uhr |  | Sportvg Feuerbach | 4:2 (0:1, 1:0, 3:1) Spielbericht | SC Potsdam | Hugo-Kunzi-Halle, Stuttgart-Feuerbach Zuschauer: 60 |

| 5. Mai 2019 16:00 Uhr |  | PSV 90 Dessau | 8:1 (1:0, 4:0, 3:1) Spielbericht | Sportvg Feuerbach | Sporthalle Kochstedt, Dessau Zuschauer: 156 |

| 11. Mai 2019 17:00 Uhr |  | SC Potsdam | 5:8 (0:4, 3:1, 2:3) Spielbericht | PSV 90 Dessau | Leonardo-da-Vinci-Gesamtschule, Potsdam Zuschauer: 30 |

### Nord/West
Da es nur ein aufstiegwilliges Team aus der Region Nord/West gibt (die Hannover Mustangs), entfallen die Spiele um die Regionalligameisterschaft und die Abstiegsrelegation.